# Водно-шламовое хозяйство
Водно-шламовое хозяйство (англ. water slurry circuit, coal preparation facilties; нем. Wasserschlammwirtschaft, Wasser- und Schlammwirtschaft einer Aufbereitungslage) — совокупность машин, аппаратов, сооружений и транспортных и вспомогательных средств для улавливания, сгущения и обезвоживания шлама, просветления оборотной воды; производственное подразделение (цех или отделение) обогатительной фабрики.
Водно-шламовое хозяйство — технологический комплекс водоснабжения, обработки сточных и оборотных вод, а также шлама и мелких отходов (хвостов) обогащения. Действует на тех обогатительных фабриках, которые применяют мокрые методы обогащения.
На фабриках, обогащающих уголь для коксования, выделяют три основных типа схем (водно-шламовых схем): одно- и двухстадийные, комбинированные.
Одностадийная схема применяется для фабрик, которые расходуют не более 2 м³ воды на 1 т обогащаемого угля; шламовая вода после удаления из неё частичек угля крупностью более 0,5 мм, поступает на флотацию без предварительного сгущения.
При двухстадийных схемах вся шламовая вода после классификации твёрдой фазы поступает в сгуститель; на флотацию подаётся сгущёный продукт, а слив из сгустителя возвращается в технологический цикл гравитационного отделения. Недостатки схемы связаны с тем, что размещение аппаратов просветления оборотной воды требует значительных производственных площадей.
Наиболее перспективны комбинированные схемы, в которых перед флотацией сгущается только часть шламовой воды, что позволяет обеспечить оптимальную плотность пульпы. Во всех технологических схемах флотация — обязательное звено водно-шламового хозяйства Концентрат флотации обезвоживается, суспензия отходов флотации сгущается, отходы уплотняются или обезвоживаются, просветлённая вода возвращается в технологический процесс или направляется на внешние водные объекты, как правило, после предварительной очистки. По такой же схеме обрабатываются шламовые воды фабрик, обогащающих энергетический уголь.
На фабриках, обогащающих уголь, руды чёрных и цветных металлов, а также горно-химическое сырьё мокрым магнитным или флотационным способом, водно-шламовое хозяйство включает также системы водооборота. Средний расход воды на 1 т горной массы для угля и горючих сланцев (включая оборотную воду) 3-4 м³, для железной руды в зависимости от способов обогащения — 6-14 м³, для апатитовой — 5 м³. Сгущение отходов обогащения или необогащённого шлама проводится до максимальной концентрации суспензии, при которой возможно её гидравлическое транспортирование до хвостохранилища. Процессы просветления воды, обезвожживания шлама и мелких отходов обогащения интенсифицируют добавками коагулянтов, высокомолекулярных флокулянтов. Ёмкость мулонакопителей углеобогатительных фабрик рассчитывают на 10 лет; на рудных обогатительных фабриках хвостохранилища рассчитываются на 10-20 лет непрерывной работы. В схемах водно-шламового хозяйства предусматривается препятствование загрязнению отходами обогащения грунтовых и поверхностных вод, земельных угодий, прилегающих к хвостохранилищам. Широко используются схемы водно-шламового хозяйства с замкнутыми общефабричными или локальными циклами оборотного водоснабжения.